# Теорема Менгера
Теорема Менгера — основной результат о связности в конечном неориентированном графе, тесно связанный с теоремой Форда — Фалкерсона.
Сформулирована и доказана в 1927 году Карлом Менгером (мл.).

## Формулировки
Теорема Менгера о вершинной связности;
Две эквивалентные формулировки:
- Пусть G — конечный неориентированный граф и x, y — две несмежные вершины. Наименьшее число вершин, разделяющих x и y, равно наибольшему числу попарно независимых (x,y)-цепей.[1]

- Пусть G — конечный неориентированный граф и x, y — две несмежные вершины. x и y k-отделимы тогда и только тогда, когда x и y k-соединимы.

Теорема Менгера о реберной связности
- Пусть G — конечный неориентированный граф и x, y — различные вершины. x и y реберно k-отделимы тогда и только тогда, когда x и y реберно k-соединимы.